# 呂德斯維爾
呂德斯維爾是瑞士的城鎮，位於該國中西部，由伯恩州負責管轄，面積17.17平方公里，七成土地是農業用地，海拔高度655米，2011年人口2,380，人口密度每平方公里139人。